# Кровавый апрель
«Кровавый апрель» 1917 года (англ. Bloody April) — период в военной истории британской авиации в ходе Первой мировой войны, когда Королевский лётный корпус понес катастрофические потери.
9 апреля на Западном фронте началось сражение под Аррасом. Силы RFC (Королевский лётный корпус) состояли из 25 эскадронов, до 365 самолетов, из которых около трети были истребители. Французские эскадрильи были выведены на восстановление.
На начало сражения германская авиация в этом районе имела 5 истребительных эскадрилий (нем. Jasta), позже их число было доведено до 8. Всего — около 80 истребителей (по другим источникам — 114).
С появлением самолетов Albatros D.II и D.III с сентября 1916 Германия завоевала превосходство в воздухе на Западном фронте. К апрелю 1917 основу разведывательной и бомбардировочной авиации союзников составляли уязвимые B.E.2, F.E.2 и Sopwith 1½ Strutter, истребительной авиации — DH.2, F.E.8, Nieuport 17 и Martinsyde G.100. Бороться на равных с немецкими истребителями могли только SPAD S.VII, Sopwith Pup и Sopwith Triplane, но их было немного. Новое поколение истребителей союзников (S.E.5, Sopwith Camel, SPAD S.XIII) ещё не вступило в строй.
В течение апреля 1917 англичане потеряли 245 самолетов, 211 человек летного состава было убито/пропало без вести и 108 попали в плен. Всего же за период с 1 апреля по 5 мая 1917 года было уничтожено более 300 британских самолетов. Только Jasta 11 под командованием Манфреда Рихтгофена заявила о 89 победах, сам Рихтгофен заявил около 20 побед. Германская авиация потеряла по всем статьям 66 самолетов. Для сравнения — за 5 месяцев сражения на Сомме в 1916 году RFC потеряли 576 самолетов. В этот период средняя продолжительность жизни британского пилота на фронте составляла 3 недели.
Потери сильно ударили по RFC, однако немцам так и не удалось полностью пресечь основную деятельность RFC: регулярную аэрофотосъемку, разведывательные полеты и бомбардировки.